# Lutz Wiederhold
Lutz Wiederhold (* 9. November 1963 in Nordhausen; † 18. März 2012 in Halle (Saale)) war ein deutscher Arabist und Islamwissenschaftler, der sich als Forscher vor allem mit der islamischen Rechtstheorie im spätmittelalterlichen und frühneuzeitlichen Ägypten befasste. Von 1995 bis zu seinem Tode wirkte er als Bibliothekar an der Universitäts- und Landesbibliothek Sachsen-Anhalt und baute dort ab 1998 in leitender Funktion das Sondersammelgebiet „Vorderer Orient einschließlich Nordafrika“ auf.

## Leben
Lutz Wiederhold war der Sohn des wissenschaftlichen Sekretärs Dr. Herrmann Wiederhold und nahm 1985 ein Studium der Nahostwissenschaften an der Martin-Luther-Universität Halle-Wittenberg auf. 1990 schloss er dieses als Diplom-Arabist mit einer Arbeit über die Diskussion innerhalb des sunnitischen Islams zur Zulässigkeit des Idschtihād ab, die sich auf eine anonyme arabische Handschrift aus der Forschungsbibliothek Gotha stützte. In seiner Dissertation, die er in den Jahren 1990 bis 1993 erstellte, beschäftigte er sich mit dem Rechtslexikon Qawāʿid al-fiqh des mamlukischen Gelehrten Badraddīn az-Zarkaschī (st.794/1392), dies ebenfalls auf Grundlage einer Handschrift der Gothaer Bibliothek.
Nach Abschluss seiner Promotion verfolgte Wiederhold zunächst Habilitationspläne und begab sich zu diesem Zweck in den Jahren 1994–1995 zu Forschungsaufenthalten an das St Antony’s College in Oxford sowie an das Orientalische Seminar der Universität Kiel, wo zu jener Zeit Ulrich Haarmann, ein Spezialist auf dem Gebiet der Mamlukenforschung, tätig war. Eine Frucht dieser Zeit war der 1996 in der Zeitschrift Islamic Law and Society veröffentlichte Aufsatz über die Grenzen zwischen den verschiedenen sunnitischen Rechtsschulen im Spiegel eines anonymen rechtstheoretischen Traktats aus dem 17. Jahrhundert. Wiederhold zeigte, dass die von ihm untersuchte Schrift der Versuch war, die Grenzen zwischen den Rechtsschulen in der Weise zu definieren, dass diese unter bestimmten Umständen auch überschritten werden konnten. In weiteren Aufsätzen befasste er sich mit der Möglichkeit der Teilbarkeit von Idschtihād-Kompetenz, mit der Rolle von Blasphemie-Anschuldigungen in der Literatur der schafiitischen Rechtsschule, mit einem Aufstand im mamlukenzeitlichen Syrien, der auf eine Wiederherstellung der Autorität des abbasidischen Kalifats abzielte, sowie mit der politischen Rolle malikitischer Richter im Mamlukenreich.
Nach einer Ausbildung zum Wissenschaftlichen Bibliothekar an der Humboldt-Universität zu Berlin trat Wiederhold 1995 eine Stelle als Fachreferent für Arabistik an der Universitäts- und Landesbibliothek in Halle (Saale) an. Nachdem 1997 das Sondersammelgebiet „Vorderer Orient/Nordafrika“ der Deutschen Forschungsgemeinschaft von der Universitätsbibliothek Tübingen nach Halle verlegt worden war, wurde er mit Beginn 1998 dessen Leiter. In dieser Position baute er ab 2000 mit Unterstützung der Deutschen Forschungsgemeinschaft das Informationsportal MENALIB (Middle East North Africa Library) auf, das die Vorteile digitaler Information auch für die Forschung zum Nahen Osten nutzbar machte und seit einiger Zeit neben bibliographischen Datenbanken im Rahmen der MENAdoc-Sammlung auch freien Zugang zu elektronischen Volltexten bietet. Lutz Wiederhold war international mit Kollegen des orientbezogenen Bibliothekswesens stark vernetzt und seit 1997 Mitglied von MELCom International, der internationalen Fachvereinigung der mit dem Vorderen Orient befassten Bibliothekare.
Lutz Wiederhold starb am 18. März 2012 überraschend an einem Herzinfarkt.

## Schriften
- Das Manuskript Ms. orient. A 918 der Forschungsbibliothek Gotha als Ausgangspunkt für einige Überlegungen zum Begriff „iǧtihād“ in der sunnitischen Rechtswissenschaft. In: Zeitschrift der Deutschen Morgenländischen Gesellschaft. Bd. 143, Nr. 2, 1993, S. 328–361, JSTOR:43378626.
- Legal Doctrines in Conflict the Relevance of Madhhab Boundaries to Legal Reasoning in the Light of an Unpublished Treatise on Taqlīd and Ijtihād. In: Islamic Law and Society. Bd. 3, 1996, ISSN 0928-9380, S. 234–304, JSTOR:3399456.
- Spezialisierung und geteilte Kompetenz – Sunnitische Rechtsgelehrte über die Zulässigkeit von iǧtihād. In: Die Welt des Orients. Bd. 28, 1997, S. 153–169, JSTOR:25683645.
- Blasphemy against the Prophet Muhammad and his Companions (sabb al-rasūl, sabb al-ṣaḥābah). The Introduction of the Topic into Shāfiʿī Legal Literature and its Relevance for Legal Practice under Mamluk Rule. In: Journal of Semitic Studies. Bd. 42, Nr. 1, 1997, ISSN 0022-4480, S. 39–70, doi:10.1093/jss/XLII.1.39.
- Legal-Religious Elite, Temporal Authority, and the Caliphate in Mamluk Society: Conclusions Drawn from the Examination of a „Zahiri Revolt“ in Damascus in 1386. In: International Journal of Middle East Studies. Bd. 31, Nr. 2, 1999, ISSN 0020-7438, S. 203–236, JSTOR:176293.
- Some remarks on Mālikī Judges in Mamlūk Egypt and Syria. In: Stephan Conermann, Anja Pistor-Hatam (Hrsg.): Die Mamlūken. Studien zu ihrer Geschichte und Kultur. Zum Gedenken an Ulrich Haarmann (1942–1999) (= Asien und Afrika. Bd. 7). EB-Verlag,  Schenefeld 2003, ISBN 3-930826-81-X, S. 403–413.
- Das Rechtslexikon Qawāʾid al-fiqh und sein Autor. Rechtswissenschaft und Rechtspraxis in der Zeit Badraddīn az-Zarkašīs (st. 794/1392). (Dissertation), hrsg. von Stephan Conermann. Mamluk Studies  – Band 011. Göttingen: V&R unipress, Bonn University Press, [2016], ISBN 978-3-8471-0361-5.